# No. 5, 1948
No. 5, 1948 ist ein Gemälde des US-amerikanischen Künstlers Jackson Pollock. Mit einem berichteten Kaufpreis von 140 Millionen US-Dollar galt es lange Zeit als das teuerste Bild aller Zeiten. Inzwischen ist das für 450,3 Millionen US-Dollar verkaufte Bild Salvator Mundi von Leonardo da Vinci der Spitzenreiter auf dem Kunstmarkt.
Das Bild wurde im Stil des Action Painting, einer Richtung des Abstrakten Expressionismus, auf einer Holzfaserplatte gemalt und misst 243,8 × 121,9 Zentimeter. Mehrheitlich braune und gelbe Farbe wurde auf die Platte getropft und gespritzt.

## Eigentümer
Das Gemälde, das noch vor dem Eigentum David Geffens im Museum of Modern Art ausgestellt war, befindet sich nun in Privatbesitz. Nach einem Bericht der New York Times vom 2. November 2006 wurde das Bild von seinem damaligen Eigentümer David Geffen in einer privaten Transaktion für 140 Millionen Dollar an einen Mexikaner verkauft. Als Käufer wird der Unternehmer David Martínez angenommen. Martinez’ Anwälte bestritten jedoch, dass Martinez im Besitz des Bildes wäre oder eine Kaufoption zum Erwerb hätte.